# 小澤陽子
小澤 陽子（おざわ ようこ、1991年7月29日 - ）は、フジテレビアナウンサー。

## 来歴
横浜市立東高等学校、慶應義塾大学環境情報学部卒業。

### 学生時代
中学・高校時代は吹奏楽部に所属。担当楽器はクラリネット。留学先のオーストラリア現地の学校でも所属し、市の大会で優勝を果たした。クイーンズランド州の大会にも出場した経験がある。
高校生の時に1年間オーストラリアに交換留学したため英語が得意で、TOEIC850点の資格を所持していた。
大学時代は、2012年度「ミス慶應コンテスト」に出場し、グランプリに選出された。2013年5月から半年間、シンガポールでインターンシップをしていた。そのため就職は同級生から1年遅れることになった。就職活動は旅に関する航空会社やホテル業界、伝えることが仕事のテレビ局のアナウンサーを受験する。のちにフジテレビの同期となる宮司とはシンガポールで案内役として知り合うが、互いにフジテレビを受験していることは最終試験まで知らなかった。
アナウンススクールは、圭三塾26期生、テレビ朝日アスク出身。

### フジテレビに入社
2015年4月、アナウンサーとして入社。同期入社は内野泰輔（2022年7月1日付でスポーツ局に異動）、新美有加、宮司愛海。
競馬番組『みんなのKEIBA』のMCに起用され、初めて取材した競走馬がドゥラメンテだった。そのドゥラメンテが2016年にケガから復帰して最初のレースで勝利した時、同番組の放送中に泣いたことがあった。
後述の第1子妊娠により、2023年12月末で担当番組を離任し、産前産後休暇に入った。
2024年2月、第1子（長女）を出産していたことが明らかにされた。
2025年5月、育休から復帰。

## 人物
一人っ子。曽祖母、祖父母、貿易会社に勤める母など4世代の家で育った。
2022年10月22日、会社経営者の男性と結婚。11月11日放送の『全力!脱力タイムズ』の番組内で報告した。
2023年8月27日、第1子妊娠を発表した。
2024年2月に第1子（長女）を出産。

### 趣味・特技
趣味は旅行や写真撮影。
特技はオファーボードを描くこと。スターバックスで働いている時に習得した。

### 嗜好
「人と違うを求めている」ため、渡辺和洋アナから私服が個性的だと言われたことがある。
物持ちが良く、ピアスは高校生の頃に購入した千円くらいのものを社会人になっても大切につけている。

### エピソード
バレエを習っていた。
中学生の頃には携帯電話を持っており、縁がないと思っていたサッカー部のモテている子から回りまわって「連絡先を教えて」と言われる。その後メールが届き、小澤は吹奏楽部で練習しながらサッカー部が練習しているグラウンドを見ながら応援していた。中学時代は自分も含め周りに影響を受けやすい時期だったと回顧しつつも、その男の子が好きになってくれてから、周りの男子も小澤のことを好きだという人が何人か現れたことがあり、それがモテ期だったと述べている。
アルバイトは高校生の頃にしゃぶしゃぶ屋。大学生になって4年間スターバックスで働いていた。

### 交友関係
大学の同期にトリンドル玲奈、および同じくアナウンサーの金井憧れがおり、親交がある。声優でシンガーソングライターのタカオユキは学生時代からの親友である。

## 出演
レギュラー出演番組・キャスター名
| 期間                                                                                               | 期間    | 月曜日                                           | 火・水曜日                                       | 木曜日                                           | 金曜日                                                                | 土曜日                                   | 日曜日                                                  |
| -------------------------------------------------------------------------------------------------- | ------- | ------------------------------------------------ | ------------------------------------------------ | ------------------------------------------------ | --------------------------------------------------------------------- | ---------------------------------------- | ------------------------------------------------------- |
| 2015.10                                                                                            | 2015.12 | （なし）                                         | （なし）                                         | めざましテレビアクア お天気キャスター            | めざましテレビアクア お天気キャスター                                 | （なし）                                 | （なし）                                                |
| 2016.1                                                                                             | 2016.3  | （なし）                                         | （なし）                                         | めざましテレビアクア お天気キャスター            | めざましテレビアクア お天気キャスター                                 | （なし）                                 | みんなのKEIBA MC                                        |
| 2016.4                                                                                             | 2016.9  | （なし）                                         | （なし）                                         | （なし）                                         | めざましテレビ 情報キャスター1めざましテレビアクア スポーツキャスター | （なし）                                 | みんなのKEIBA MC                                        |
| 2016.10                                                                                            | 2018.9  | （なし）                                         | （なし）                                         | （なし）                                         | （なし）                                                              | （なし）                                 | みんなのKEIBA MC                                        |
| 2018.10                                                                                            | 2018.12 | プライムニュース イブニング フィールドキャスター | プライムニュース イブニング フィールドキャスター | プライムニュース イブニング フィールドキャスター | プライムニュース イブニング フィールドキャスター                      | （なし）                                 | みんなのKEIBA MC                                        |
| 2019.1                                                                                             | 2019.3  | プライムニュース イブニング フィールドキャスター | プライムニュース イブニング フィールドキャスター | プライムニュース イブニング フィールドキャスター | プライムニュース イブニング フィールドキャスター                      | （なし）                                 | BSスーパーKEIBA MC                                      |
| 2019.4                                                                                             | 2020.3  | （なし）                                         | （なし）                                         | Live News イット! フィールドキャスター           | Live News イット! フィールドキャスター                                | （なし）                                 | 日曜報道 THE PRIME スポーツキャスターBSスーパーKEIBA MC |
| 2020.4                                                                                             | 2021.9  | （なし）                                         | （なし）                                         | Live News イット! フィールドキャスター           | Live News イット! フィールドキャスター                                | （なし）                                 | BSスーパーKEIBA MC                                      |
| 2021.10                                                                                            | 2022.3  | （なし）                                         | （なし）                                         | Live News イット! フィールドキャスター           | （なし）                                                              | （なし）                                 | BSスーパーKEIBA MC                                      |
| 2022.4                                                                                             | 2022.12 | （なし）                                         | （なし）                                         | （なし）                                         | Live News イット! プレゼンター                                        | 週刊プライムオンラインS メーンキャスター | BSスーパーKEIBA MC                                      |
| 2023.1                                                                                             | 2023.3  | （なし）                                         | （なし）                                         | FNN Live News α メーンキャスター2                | FNN Live News α メーンキャスター2                                     | 週刊プライムオンラインS メーンキャスター | BSスーパーKEIBA MC                                      |
| 2023.4                                                                                             | 2023.12 | ぽかぽか ナレーション                            | （なし）                                         | （なし）                                         | （なし）                                                              | 週刊プライムオンラインS メーンキャスター | BSスーパーKEIBA MC                                      |
| 備考 - 1加藤綾子の卒業・退社に伴い、永島優美が加藤の後任を担当するための後任。 - 2三田友梨佳の後任 |         |                                                  |                                                  |                                                  |                                                                       |                                          |                                                         |

### その他
- 全力!脱力タイムズ（2016年4月15日 - 2023年12月29日） - 進行
- 馬好王国〜UmazuKingdom〜（2019年1月13日 - 2023年10月1日） - MC
- ネプリーグ - 英語問題ナレーション
- MONDAY FOOTBALL R（2015年7月27日・8月24日、永島優美不在時の代理MC）
- めざましテレビ
  - 小野彩香夏季休暇時の代理お天気キャスター - （2015年9月2・3日）
- プロ野球ニュース2015（2015年7月12日 - 2016年3月 フジテレビONE） - 日曜日担当
- チャンネルΣ「となりの新選組SP!〜2016年 府中の旅〜」（2016年5月21日、進行）
- 週末は…ウマでしょ!〜日本ダービー神頼みSP〜（2016年5月23 - 27日、アシスタント）
- 春のドラマツアーズ!大物俳優達が街ブラ!桜満開!絶品グルメ探し（2017年4月8日）
- 週末はウマでしょ!（2016年4月1日 - 2018年12月） - アシスタント ※関東ローカルのミニ番組
- FNNプライムニュース α（2019年2月11・12・20日） - 椿原慶子不在時の代理メインキャスター
- プロ野球ニュース（2017年3月31日 - 2018年3月28日）金曜MC→木曜MC
- FNN Live News days（2020年8月12日 - 14日・12月4日・2021年3月17・22日・2022年1月11日・12日・17日 - 19日） - 島田彩夏不在時の代理メインキャスター
- FNN Live News α
  - 三田友梨佳休暇時の代理メーンキャスター -（2021年9月14日・15日・2022年3月29日・30日・7月27日・9月20日・10月12日・12月14日）
  - 内田嶺衣奈2022年北京オリンピック現地取材時の代理メーンキャスター（金曜日） - 2022年1月28日 - 2月28日）
  - 内田休暇時の代理メーンキャスター - （2022年10月27日）

図鑑
- 美学生図鑑（WEB、2014年）